# Ямное (Могилёвская область)
Я́мное (бел. Ямнае) — деревня в составе Ямницкого сельсовета Быховского района Могилёвской области Республики Беларусь.

## Население
- 1999 год — 428 человек
- 2010 год — 258 человек
- 2019 год — 230 человек